# Villa della Costaccia
La Villa della Costaccia si trova a poca distanza da Carrara, sopra la frazione di Fossola ed è oggi ridotta allo stato di rudere.
Il complesso è delineato da una muraglia rettangolare estesa lungo una collina e che racchiude al suo interno un ampio giardino a terrazzamenti, un piccolo edificio ed un solido basamento con due torricini angolari, collegati da un camminamento balaustrato. Appartenuto sicuramente alla famiglia Del Medico dalla seconda metà del XVIII secolo, è prossima alla loro residenza gentilizia: sono quasi sulla stessa collina e incombono su due proprietà pressoché tangenti, divise solamente da minuscoli possedimenti privati. Nulla risulta sulla data di costruzione o su precedenti proprietari.
Le forme, le costruzioni e quanto dei giardini si può ricostruire fanno pensare che questo fosse un casino da caccia o "di delizia": giardino, muraglie ed edificio sarebbero funzionali alla caccia con le reti e non con armi da fuoco. Infatti il grande bosco artificiale contenuto nel complesso e stretto tra le mura, proprio davanti al giardino ed alla muraglia coi torricini sarebbe il luogo dove si possono rifugiare gli uccelli di passo: compito dei battitori quelli di spingerli verso il basso, verso la ragnaia.
Unica costruzione del genere in tutta la zona, testimonia l'ingentilirsi del gusto e la raffinatezza della famiglia committente, da commercianti di marmo e nobili uomini di cultura.